# Scelolophia rectimargo
Scelolophia rectimargo là một loài bướm đêm trong họ Geometridae.